# Partido Obrero Húngaro
El Partido Obrero Húngaro (en húngaro: Magyar Munkáspárt) es un partido comunista de Hungría liderado por Gyula Thürmer. Fundado en 1989 poco después de la caída de la República Popular de Hungría, no ha conseguido representación en el Parlamento húngaro desde entonces. Hasta mayo de 2009 formó parte del Partido de la Izquierda Europea.

## Historia
El Partido fue fundando el 17 de diciembre de 1989 con el mismo nombre que el Partido Socialista Obrero Húngaro (MSZMP), que había gobernado la República Popular de Hungría. Estaba compuesto por un pequeño grupo de militantes del viejo Partido opuestos a su transformación en el actual Partido Socialista Húngaro (MSZP). En las elecciones de 1990 recibió alrededor del 3% de los votos, siendo la fuerza extraparlamentaria más votada.
En 1993 pasó a llamarse "Partido de los Trabajadores", y en el mismo año un grupo de línea dura se separó para refundar el MSZMP. En las elecciones de 1994 volvieron a ser la fuerza más votada sin representación en el Parlamento. Pese a subir el porcentaje de votos al 4% en las elecciones de 1998, el Partido continuó sin representación parlamentaria. Ya en los comicios de 2002, el porcentaje de votos descendió al 2%, y por primera vez desde 1990 no eran el partido más votado de los extraparlamentarios.
El 12 de noviembre de 2005 adoptaron el nombre de "Partido Comunista Obrero de Hungría", debido a una escisión que adoptó el nombre de "Partido de los Trabajadores de Hungría-2006" y estaba liderada por János Fratanolo. En las elecciones de 2006 el Partido recibió menos del 0'5% de los votos, mientras que en las de 2010 cayó al 0'1% de los votos. El 11 de mayo de 2013 el Partido fue renombrado de nuevo, esta vez adoptando su actual denominación, debido a la legislación anticomunista de Hungría que prohíbe el uso público de nombres asociados con los "regímenes autoritarios del siglo XX". En las elecciones de 2014, el Partido recibió el 0'56% de los votos, convirtiéndose de nuevo en el más votado de todos los partidos extraparlamentarios.
En el referéndum sobre la cuota de migrantes de 2016, el Partido llamó a votar "no", expresando su oposición a lo que percibieron como una "agresión" de la Unión Europea contra Hungría. Posteriormente, el Partido iría endureciendo el tono de su discurso antiinmigración.

## Ideología
El Partido Obrero Húngaro se opuso a la entrada de Hungría en la OTAN. En 1996, el Partido organizó una recogida de firmas por todo el país reclamando un referéndum sobre la pertenencia a la organización atlántica. Esta campaña por el referéndum liderada por los comunistas falló, pero en 1997 se convocó otro referéndum sobre el mismo asunto y resultó en el voto a favor de la pertenencia a la Alianza. Pese a ello, el Partido continúa oponiéndose a la participación del país en la OTAN y en otras organizaciones militares. Hace campaña por el regreso de todas las fuerzas húngaras desplegadas en el extranjero y por la reducción del presupuesto militar. El Partido también se opuso a la participación de Hungría en el programa de "democratización" que señalaba a los gobiernos de Serbia y Bielorrusia y se opuso fuertemente a las campañas de la OTAN en Yugoslavia contra Slobodan Milošević y a la invasión de Irak de 2003. El partido también se ha opuesto a la política de fronteras abiertas que habría practicado la Unión Europea, defendiendo el control de las fronteras y criticando la posición de los partidos de izquierda de la Europa Occidental. 
Otras políticas internacionales que defiende el Partido son:
- Un acuerdo pacífico y justo para la crisis en Oriente Medio, en favor de los países árabes "progresistas".
- Una política exterior basada en las "buenas relaciones" con todas las partes del mundo.

## Resultados electorales
| Elecciones | Votos   | %           | Escaños |
| ---------- | ------- | ----------- | ------- |
| 1990       | 180.899 | 3,68% (#7)  | 0/386   |
| 1994       | 172.117 | 3,19% (#7)  | 0/386   |
| 1998       | 183.071 | 4,08% (#6)  | 0/386   |
| 2002       | 121.503 | 2,16% (#6)  | 0/386   |
| 2006       | 21.955  | 0,40% (#8)  | 0/386   |
| 2010       | 5.606   | 0,11% (#7)  | 0/386   |
| 2014       | 28.323  | 0,56% (#5)  | 0/199   |
| 2018       | 15.640  | 0,27% (#10) | 0/199   |
| 2022a      | 8.678   | 0,16% (#7)  | 0/199   |

a En la candidatura Alianza de Izquierda.